# Nottecken
Nottecken benämns det tecken eller den symbol som kan användas i exponentläge, i eller efter en textpassage för att ange att ytterligare information (en fotnot) som berör textstycket finns att läsa antingen vid sidfoten (som en fotnot) eller i slutet av kapitlet eller hela texten (som en slutnot).
Oftast skrivs nottecknet i mindre stil i exponentläge i själva brödtexten (huvudtexten), men skrivs i normalt läge innan, och i samma storlek som, själv nottexten.
Nottecknet sätts tätt intill den textpassage eller det ord den tillhör. Oftast skrivs nottecknet tätt efter avslutande punkt, om hela föregående mening åsyftas.
Det notteckensystem som används oftast är systemet med löpande nummer (¹,²,³,⁴, …), men andra tecken förekommer också, såsom gemena (små) bokstäver (a, b, c, …), som romerska siffror (i, ii, iii, iv, v, vi, …), eller som andra typer av tecken, exempelvis asterisker (*), enkelkors (†), dubbelkors (‡)och paragraftecken (§).
Den typ av nottecken som används bör klart utmärka sig från brödtexten – exempelvis är gemener eller någon annan typ av symboler att föredra framför siffror i exempelvis naturvetenskapliga texter, då siffror av misstag kan tros vara potenser.

## Källnotens utformning
När nottecknet används som markör för att ange information från en källa (en källnot) enligt Oxfordsystemet, används generellt löpande siffror i exponentläge (ex. 2), men ibland ses även siffran i normal teckenstorlek inom hakparentes (ex. [2]).

## Ordningen av nottecken
Den allmänt accepterade ordningen för nottecknen är att de först skrivs enskilt i löpande ordning:
eller
- a, b, c, d, ..., x, y, z, å, ä, ö.

Därefter upprepas tecknen i samma ordning:
- **, ††, ‡‡, §§; ***, †††, ‡‡‡, §§§  etc.

eller
- aa, bb, cc, dd, ..., xx, yy, zz, åå, ää, öö; aaa, bbb, ccc, ddd, ..., xxx, yyy, zzz, ååå, äää, ööö.

Siffror och romerska siffror skrivs i löpande ordning och upprepas därmed inte.
Då man väljer att skriva noterna efter varje avsnitt eller kapitel, eller vid sidfoten, kan man välja att börja om i ordningen av nottecken, då det är uppenbart att inte noterna från föregående avsnitt kan förväxlas med de som tillhör de efterföljande.